# Francisco Amorós
Pour les articles homonymes, voir Amoros.
Don Francisco Amorós y Ondeano, marquis de Sotelo, né le 19 février 1770 à Valence et mort le 8 août 1848 à Paris, est un colonel espagnol qui a contribué à l'introduction de la gymnastique en France.
Après avoir servi dans les armées espagnoles, il est chargé en 1807 de l'éducation de l'infant don François de Paula. Lors de l'invasion française en 1808, il prend le parti de Joseph Bonaparte. Au retour de Ferdinand VII au pouvoir en 1813, il s'exile en France où il est naturalisé en 1816. Le 1er janvier 1818, il ouvre grâce à une souscription municipale le premier établissement public français d'éducation physique destiné aux enfants des écoles : le gymnase de l’Institution Durdan situé 9, rue d'Orléans dans le 5e arrondissement de Paris. Il meurt le 8 août 1848. Inhumé au cimetière du Montparnasse, il est considéré comme l'un des « pères de la gymnastique française ».

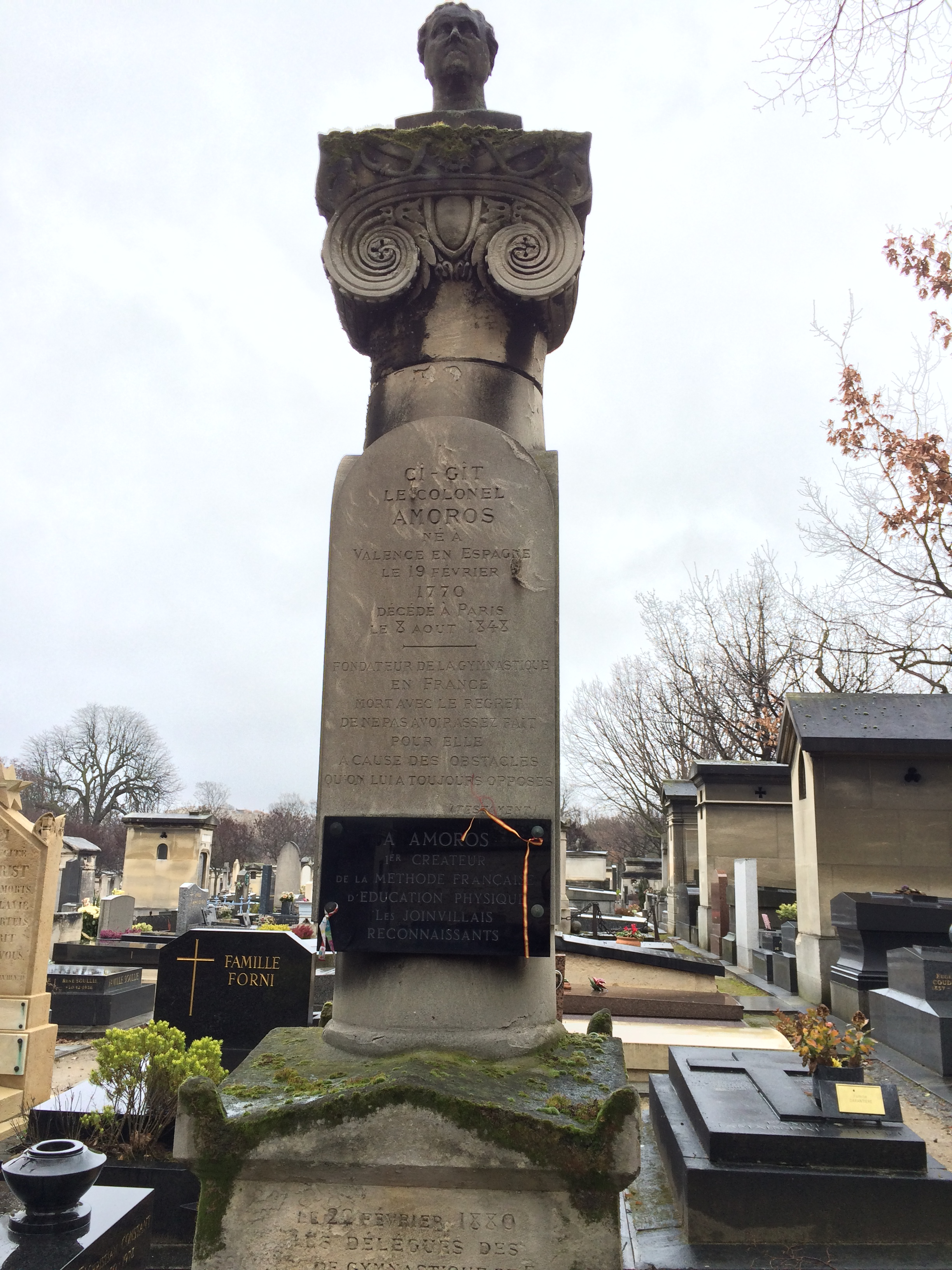
Sépulture de F. Amoros au cimetière du Montparnasse à Paris.

## Biographie
Né le 19 février 1770 à Valence et destiné au métier des armes, Amoros entre comme cadet de l’armée d’Espagne à l’âge de neuf ans. Il gagne ses galons de capitaine en 1793 contre les troupes révolutionnaires françaises à la bataille du Mas d’Eu. Il doit alors à son intérêt et sa vaste culture pour la pédagogie la création et le commandement d’un corps de grenadiers-gymnastes puis, en 1806, celle d’un Institut pestalozzien à Madrid. Charles IV le nomme l’année suivante précepteur de l’infant don Francisco de Paula. Lors de l’invasion de l’Espagne, il collabore en 1808 avec Joseph Bonaparte qui le fait intendant général de la police puis ministre de l'Intérieur.
Il doit se réfugier en France lors du retrait des troupes en 1814.

### Carrière française
Dès son arrivée à Paris, il reprend ses activités pédagogiques dans un gymnase municipal. Puis, à la suite de sa naturalisation obtenue le 10 juillet 1816, il reçoit en 1818 les directions du gymnase normal militaire et civil situé place Dupleix et de celui des sapeurs-pompiers de Paris. Rapidement, les progrès sont constatés : « Cette éducation donne aux soldats une plus grande
agilité, beaucoup d’adresse, et plus d’assurance dans le péril, continue à perfectionner le service des incendies
ainsi que ceux de toute nature ». Par la suite, Amorós est nommé directeur de gymnastique. Il installe le premier gymnase du bataillon dans la caserne de Sévigné en 1825.
Enseignant également dans le privé et en particulier dans le gymnase des frères Durdan fondé en 1818,, il connaît la renommée et le succès sous la Restauration (1815-1830) qui subventionne généreusement les installations nécessaires au développement de sa méthode alors que Charles X lui confie l'éducation de son petit-fils, futur comte de Chambord, et le nomme Inspecteur des gymnases militaires de France le 15 juillet 1829.
Louis Philippe confiera également à Amoros l'éducation physique de ses enfants (le duc d'Aumale et le prince de Joinville), qui prendront également des leçons d'équitation et d'acrobatie auprès de Laurent Franconi, directeur du cirque équestre olympique.
En 1838, fréquente son gymnase de la rue Jean-Goujon, avec sa soeur aînée Paca, une jeune fille de 12 ans de l'aristocratie espagnole, Eugenia Palafox, qui devait devenir l'impératrice Eugénie.
Dans ses mémoires, intitulés Vieux souvenirs, François d'Orléans, excellent officier de marine et sportif accompli, ironise gentiment au sujet du colonel Amoros et de sa pédagogie du sport, en particulier sur le fait qu'il distribuait force médailles coupes et breloques pour encourager ses jeunes élèves.
Il publie en 1830 Le traité d’éducation physique gymnastique et morale qui reste le bréviaire de la gymnastique française. Amoros ouvre en 1834, au 6 rue Jean Goujon, un gymnase civil et orthosomatique. À la suite de divers contretemps dans ses fonctions publiques, la fermeture du gymnase de Grenelle, déjà envisagée à diverses reprises, devient effective en 1838. La disparition d'Amoros pendant les évènements de la révolution de 1848 passe inaperçue mais son influence persiste cependant à travers l’École de Joinville, créée sous le Second Empire en 1852 et confiée à deux de ses élèves, Napoléon Laisné et Charles d'Argy.

### La gymnastique amorosienne

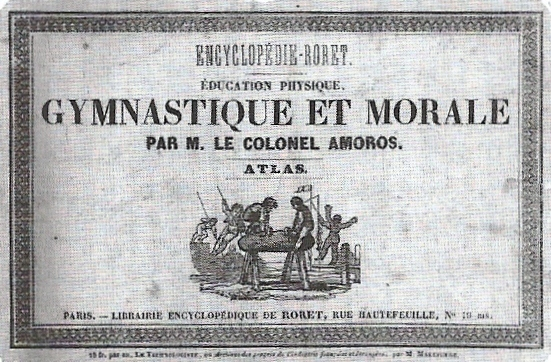
Couverture de la première édition (1830).

Dans Le traité d’éducation physique gymnastique et morale, Amoros définit la gymnastique comme « la science raisonnée de nos mouvements et de leurs rapports avec nos sens, notre intelligence, nos mœurs et le développement de nos facultés ». La mise en œuvre pratique de ces objectifs repose sur la démonstration, l’accompagnement rythmique et chanté des exercices, leur répétition quantitative et les explications rationnelles qui mobilisent respectivement la vue, l’ouïe, la sensibilité profonde et l’intelligence. Ainsi, l'objectif de sa méthode est de faire de la gymnastique une œuvre d’humanité rendant les hommes parfaits. Étant pour lui la finalité de toute éducation, le tout reste conditionné aux valeurs morales, comme en témoigne et l'illustre la publication dès 1818 d'un répertoire de chants moraux destinés à accompagner les cours.
La technique reste celle décrite par Johann Heinrich Pestalozzi. Elle associe la gymnastique élémentaire héritée de Pehr Henrik Ling aux exercices d’application aux agrès qu’Amoros développe considérablement – poutre, portique, octogone, échelles, divers engins de suspension -  ainsi que les pyramides humaines. La conception et la fabrication d'agrès nouveaux, confiées souvent aux cordiers de la marine (Carue, Bardou) caractérisent cette période. La méthode se développe autant dans les domaines scolaires et militaires que dans celui de la gymnastique bourgeoise des gymnases privés. Amoros meurt d'une crise d'apoplexie le 8 août 1848 dans son gymnase, 6 rue Jean Goujon dans le 8e arrondissement de Paris.

## Œuvres et notoriété
Principaux ouvrages :
- 1815 Mémoire sur les avantages de la méthode de Pestalozzi , Paris, Fabvre.
- 1818 Musique des cantiques religieux et moraux - La morale en chansons, Paris, Rougeron.
- 1826 Gymnase normal, militaire et civil, Paris, Rougeron.
- 1830 Manuel d'éducation physique, gymnastique et morale, Paris, Roret (réédition en 1838 et 1848).

Amoros est considéré comme le père de la gymnastique française et sa tombe au cimetière du Montparnasse est toujours entretenue par la Fédération française de gymnastique qui y dépose symboliquement une gerbe chaque année.

## Note
1. ↑  De son vrai nom rue d'Orléans-Saint-Marcel et actuelle rue Daubenton